# 五十嵐清隆
五十嵐 清隆（いがらし きよたか、1952年〈昭和27年〉9月22日 - ）は、日本の政治家。元群馬県伊勢崎市長（3期）、元群馬県議会議員（4期）。現在、群馬県公安委員長、あかぎ信用組合理事、群馬県是蚕種協同組合代表理事。

## 概要
1952年、群馬県伊勢崎市上蓮町に生まれる。祖父は衆議院議員・五十嵐吉蔵、父は群馬県議会議員を8期務めた五十嵐俊夫。
1971年に群馬県立伊勢崎東高等学校を卒業後、1976年に日本大学法学部政治経済学科を卒業。上毛新聞社に入社し、経済部次長や地方部長を務める。
1995年4月、群馬県議会議員選挙に自由民主党公認で伊勢崎市選挙区から立候補し、初当選した。以後、2009年まで群馬県議を4期務める。
2009年1月、伊勢崎市長選挙に無所属で立候補し、元市議の三好直明を破り初当選。投票率は39.73％。
2013年、無投票で再選。2017年、無投票で3選。
2021年1月17日執行予定の市長選には立候補を見送り、3期で退任。同年7月、群馬県公安委員に就任。
2022年11月3日、秋の叙勲において、旭日中綬章を受章した。
2023年7月1日、群馬県公安委員長に就任。